# Anthophora exigua
Anthophora exigua är en biart som beskrevs av Cresson 1879. Anthophora exigua ingår i släktet pälsbin, och familjen långtungebin. Inga underarter finns listade i Catalogue of Life.